# Lijst van kerkhistorici
Dit is een lijst van kerkhistorici.

## A
- Leo Aerden
- Roger Aubert
- Cornelis Augustijn

## B
- Caesar Baronius
- Beda
- Nicolaas Beets
- Hendrikus Berkhof
- William den Boer
- Gerard Brandt
- Alexander Johannes Bronkhorst
- Christoph Burger
- Gilbert Burnet

## C
- Oscar Cullmann

## D
- Detmer Deddens
- Pieter Deddens
- Karlheinz Deschner
- Dionysius Exiguus

## E
- Albert Ehrhard
- Joris van Eijnatten
- Eusebius van Caesarea

## F
- Raffaele Farina
- Franz Xaver Funk

## G
- Cornelis Graafland
- Paul van Geest

## H
- George Harinck
- Adolf von Harnack
- Karl Heussi

## I
- Gerrit Pieter van Itterzon

## J
- Johannes de Jong
- Otto Jan de Jong

## K
- Jaap Kamphuis
- Abraham Kuyper

## L
- Johan Herman Landwehr
- Fred van Lieburg
- Johannes Lindeboom

## M
- Alister McGrath
- Daniela Müller

## N
- Nestorius
- Peter Nissen

## O
- Heiko Oberman
- Origenes
- Otto van Freising

## P
- Papias
- Paus Johannes XXIII
- Jaroslav Pelikan
- Philostorgios
- Fredrik Pijper

## Q
- Gilles Quispel

## R
- Peter Raedts
- Lodewijk Willem Ernst Rauwenhoff
- Jacobus Revius
- Lodewijk Rogier

## S
- Joseph Schmidlin
- Gerrit Schutte
- Eduard Schwartz
- Socrates Scholasticus
- Herman Selderhuis
- Willem van 't Spijker
- Bart Jan Spruyt

## T
- Theodoretus van Cyrrhus
- Denys Turner

## V
- Victor Vitensis

## W
- Jan Juliaan Woltjer
- Johannes Wtenbogaert

## Y
- Annaeus Ypeij

## Z
- Klaas van der Zwaag